# جورج لويس (عازف كلارينيت)
جورج لويس (بالإنجليزية: George Lewis)‏ (و. 1900 – 1968 م) هو عازف كلارينيت، وعازف جاز، وموزع (موسيقى)، وعازف ساكسفون أمريكي، ولد في نيو أورلينز، يستخدم آلات كلارينيت، توفي في نيو أورلينز، عن عمر يناهز 68 عاماً.

## روابط خارجية
- جورج لويس على موقع ميوزك برينز (الإنجليزية)
- جورج لويس على موقع أول ميوزيك (الإنجليزية)
- جورج لويس على موقع ديسكوغز (الإنجليزية)